# König Artus und der Astronaut
König Artus und der Astronaut ist ein US-amerikanischer Science-Fiction-Film aus dem Jahr 1979. Der Kinofilm ist eine Literaturverfilmung des Romans Ein Yankee am Hofe des Königs Artus von Mark Twain und durch die frühere Verfilmung des Romans Ritter Hank, der Schrecken der Tafelrunde inspiriert. Der Film wurde in den USA als Unidentified Flying Oddball wiederveröffentlicht.

## Handlung
Die NASA will ihre gefährliche Forschungsmission Stardust nicht verlieren. Das Militär will keine Menschen mit Überlichtgeschwindigkeit fliegen lassen, weswegen Dr. Zimmerman Tom Trimble darum bittet, einen Roboter zu entwickeln, um die 30-jährige Mission zu absolvieren. Unglücklicherweise baut er diesen zu gut, sodass Hermes, der Android, Angst vor seiner Mission hat. Trimble klettert an Bord der Rakete, um Hermes zu überzeugen zu starten. Da aber zeitgleich ein Blitz in das Triebwerk einschlägt, startet die Rakete auf einmal und Trimble befindet sich mittendrin in der Mission, die nicht abgebrochen werden kann. Mit Überlichtgeschwindigkeit fliegt er durch das All und manipuliert die Steuerung, sodass er nicht nur vom Kurs, sondern auch von der Zeit abkommt und im Jahr 508 in England landet.
Dort begegnet er der netten Schönheit Alisande und dem miesen Sir Mordred, der ihn sofort als Gefangenen nimmt, um ihn als Monster bei Artus vorzuführen. Trimble nimmt seinen Helm ab und zeigt, dass auch er nur ein Mensch aus der Zukunft sei, der Artus sofort vor Mordreds Machenschaften warnt. Aber man glaubt ihm nicht, weswegen man ihn wegsperrt. Im Kerker wird er von Alisande besucht, die ihm seine Henkersmahlzeit bringt. Am nächsten Tag soll Trimble auf dem Scheiterhaufen verbrannt werden. Doch da ihn sein Raumanzug vor Hitze schützt, kann er unversehrt fliehen. Trimble schnappt sich Excalibur und schafft es, Mordreds Schwert zu magnetisieren, sodass dieses metallene Gegenstände anzieht, immer schwerer wird und Trimble das Duell gegen Mordred gewinnen kann. Dadurch hört Artus Trimble zum ersten Mal zu, als er ihn vor Mordreds Plänen ihn zu stürzen, warnen will. Da er aber keinen Beweis hat, fühlt sich Mordred beleidigt und fordert Trimble zu einem Turnier-Kampf heraus. Um auch diesen Kampf zu gewinnen, besticht Trimble den Pagen Clarence mit einem Playboyheftchen. So tritt Hermes an, um gegen Mordred zu kämpfen, während Trimble gemeinsam mit Clarence im Schloss nach Beweisen für Mordreds Pläne sucht. Nachdem er fündig wird, flüchtet Mordred und Trimble muss Hermes, der seinen Kopf, seinen Arm und fast seinen ganzen Torso verloren hat, reparieren.
Anschließend zeigt Trimble Artus, wie er das Schloss mit seiner Laserwaffe verteidigen könnte. Dabei beeindruckt er nicht nur ihn, der Trimble warnt, seine Waffe gut zu verstecken, sondern auch Merlin, der diese erfolgreich stehlen kann, um sie, gemeinsam mit der entführten Alisande, Mordred zu bringen. Trimble hat eine Idee und leiht sich Artus’ Rüstung, um mit seinem Rover zu Mordreds Lager zu fahren. Die Rüstung ist dabei so spiegelglatt geputzt, dass sie den Laserstrahl reflektiert und die Waffe unbrauchbar macht. Mit Hilfe seines Raketensitzes aus dem Rover kann er Alisande retten und nach Camelot fliegen, wo der Angriff von Mordreds Truppen bereits im vollen Gange ist. Aus der Luft heraus und mit Hermes im Raumschiff können sie den Kampf gegen dessen Truppen gewinnen. Als Belohnung erhält Trimble einen Platz an Artus’ Tafelrunde. Trimble bricht auf und muss seine geliebte Alisande zurücklassen. Erst als er auf dem Flug zurück in die Zukunft ist, merkt er, dass man dadurch nicht altert und stirbt, sodass er umkehrt, um Alisande mit zu sich zu nehmen.

## Kritik
„Ein unterhaltsamer, anachronistisch-fantastischer Spaß.“

## Veröffentlichung
Der 1978 entstandene Film hatte seine Uraufführung am 10. Juli 1979 in Großbritannien, bevor er am 26. Juli 1979 in amerikanischen und am 22. Mai 1980 im deutschen Kinos anlief. Der Film ist sowohl als deutschsprachige VHS als auch als DVD erhältlich.